# Morgane Merteuil
Morgane Merteuil, née en 1986, est une autrice, militante féministe et  travailleuse du sexe française, notamment connue pour son engagement passé en tant que secrétaire générale et porte-parole du Syndicat du travail sexuel (Strass), et pour ses écrits portant sur l’articulation entre travail sexuel et reproduction.

## Biographie
Morgane Merteuil est diplômée d'un master 2 en lettres modernes à l'université de Grenoble. Parallèlement à ses études, Morgane Merteuil exerce plusieurs boulots — garde d’enfant, ménage, distribution de journaux. Elle pose aussi pour des photos érotiques.
En 2009, en pratiquant une activité d’hôtesse de bar américain, Morgane Merteuil se rend compte que pour financer ses études, elle pourrait devenir travailleuse du sexe. Elle décide alors de devenir escort à domicile. Morgane Merteuil rejoint le syndicat du travail sexuel (STRASS). À partir de juin 2011, elle en devient secrétaire générale puis porte-parole.
Revendiquant son choix « contraint » de la prostitution, elle déclare, dans un article du Monde datant du 25 novembre 2011, préférer « être escort plutôt que travailler en usine quarante heures par semaine ». Elle explique que « les personnes qui ont des journées extrêmement difficiles sur des chantiers ou dans la restauration diraient sans doute, elles aussi, qu'elles ont fait un choix contraint. »
Elle lutte activement contre ce qu'elle appelle la « putophobie » et milite contre la proposition de loi visant à pénaliser les clients de la prostitution, en dénonçant « le contexte que [cette loi] va produire […] et qui va favoriser notre précarité et nos viols. » Considérant que « celles qui peuvent se le permettre partent travailler dans des pays frontaliers, les autres cherchent des intermédiaires qui vont jouer le rôle de proxénètes », elle affirme que la disposition légale va favoriser le proxénétisme,.
En 2012, Morgane Merteuil publie un essai intitulé Libérez le féminisme ! (L'édition, 2012), dans lequel elle reproche aux associations féministes les plus médiatiques telles que Ni putes ni soumises, Osez le féminisme ! et Les Chiennes de garde de s'être, selon ses termes « embourgeoisées ». Elle fustige le discours bien pensant de ces « ambassadrices de la liberté » qui imposent leur « propre conception de la dignité ».
En mars 2014, Morgane Merteuil, cofondatrice du « 8 mars pour toutes » après l'exclusion de certaines femmes, notamment prostituées ou musulmanes, de défilés féministes, co-organise une manifestation pour défendre les droits de toutes les femmes, dont les travailleuses du sexe et les femmes portant le voile.
En 2018, après l'émergence du mouvement #Metoo, elle participe à la création du collectif Nous toutes, puis, se sentant poussée vers la sortie, elle co-fonde le collectif Nous aussi.

## Ouvrages
- Libérez le féminisme !, L'éditeur, coll. « Idées et Controverses », 2012, 144 p. (ISBN 978-2-36201-069-9, présentation en ligne)
- 6 avril 2016 – Najat Vallaud-Balkacem sauve les putes, dans Le Livre des trahisons[14],[15],Laurent de Sutter, Paris, 2016, pp. 349–355.
- Le travail du sexe contre le sexe : pour une analyse matérialiste du désir, dans Pour un féminisme de la totalité, revue Période, Paris, éditions Amsterdam, 2017, pp. 387–403.
- S’approprier les luttes des travailleuses du sexe pour (re)penser le travail reproductif, dans Travail gratuit et grèves féministes, éditions Entremonde, 2020, pp 61-70.

### Documentaire
- Putain, c’est pas simple ! d’Emmanuelle Nobécourt, 2014, 80 min